# Mycetobia bicolor
Mycetobia bicolor är en tvåvingeart som beskrevs av Boris Mamaev 1971. Mycetobia bicolor ingår i släktet Mycetobia och familjen fönstermyggor. Inga underarter finns listade i Catalogue of Life.